# Indium(I)-fluorid
Indium(I)-fluorid ist ein Fluorid des Indiums. 

## Herstellung
Indium(I)-fluorid entsteht bei der Reaktion von elementarem Indium in Form von Spänen mit Aluminiumfluorid. Eine Alternative ist die Reaktion von gasförmigem Indium mit Schwefelhexafluorid bei 1200 °C. Weiterhin sind auch Synthesen möglich, in denen metallisches Indium mit Calciumfluorid, Magnesiumfluorid oder Silberfluorid umgesetzt wird.